# Beziehungen und andere Katastrophen
Beziehungen und andere Katastrophen ist ein gemeinsamer Film von Jennifer Jason Leigh und Alan Cumming aus dem Jahr 2001. Er handelt von Filmschaffenden auf einer Party, die im Laufe einer Nacht aus dem Ruder läuft.

## Handlung
Der britische Schriftsteller Joe und die amerikanische Schauspielerin Sally sind seit einigen Jahren miteinander verheiratet. Joes Karriere verläuft recht erfolgreich, einen eher autobiografischen Roman kann er jetzt verfilmen, er kann sogar über die Besetzung bestimmen. Sallys Engagements hingegen sind rarer geworden, und so hofft sie auf die Hauptrolle in Joes Film, eine Figur, die stark an ihre Person angelehnt scheint. Die beiden wollen ihren sechsten Hochzeitstag mit einigen Freunden bei sich zu Hause begehen. Die kleine Party findet bei ihnen in Los Angeles im geräumigen, schicken Bungalow mit Garten und Swimmingpool statt. Der Film beginnt mit dem Aufwachen der beiden, mit Telefonaten, Yoga und Vorbereitungen der Angestellten für das abendliche Treffen.
Nach und nach treffen dann die Gäste ein: befreundete Ehepaare mit und ohne Kinder, eine ehemalige Liebschaft Joes, der beste Freund Sallys, die misanthropischen Nachbarn, und die junge Schauspielerin, die Joe gerne anstelle von Sally als Hauptrolle besetzen würde.
Die Gesellschaft spielt Scharade, alle unterhalten sich, erste peinliche Momente entstehen, z. B. als die ungeliebten Nachbarn gerade dann ankommen, als die beste Freundin der Gastgeberin diese durch den Kakao zieht. Zu späterer Stunde, nach dem Genuss einigen Alkohols, kommen die ersten unangenehmen Wahrheiten auf den Tisch, das Unterhaltungskarussell dreht sich, Darbietungen werden aufgeführt und Ständchen werden dargebracht, zu Ehren des Jubiläumspaars.
Als das Starlet dann einige Tabletten Ecstasy aus der Tasche zieht, greifen einige zu. Der Swimming Pool wird zum Zentrum, die erfolgreichen und nicht so erfolgreichen Gäste lassen neben ihren Hüllen auch ihre Masken fallen und gewinnen an Tiefgang. Einige mehr oder weniger existenzielle Gespräche über berufliche Zukunft und private Beziehungen werden geführt, jemand lässt die Gartenpforte offen, der Hund entwischt. Auf der Suche nach ihm gesteht Sally ihrem Mann Joe, dass sie ein Kind von ihm ohne sein Wissen abgetrieben hat. Nach ihrer letzten Krise, als er sie für einige Monate verlassen hatte, war sie sich seiner (und ihrer) nicht sicher genug. Er nimmt das Geständnis nicht leicht.
Wieder zurück beim Haus, es ist mittlerweile schon früh am Morgen, kommt es noch schlimmer: Ein Anruf von Joes Vater geht ein, mit der Nachricht, dass Joes Schwester, schon lange emotional instabil, Selbstmord begangen habe. Die Stimmung der Partygäste sinkt gegen den Nullpunkt, über Nacht hat sich allerdings fast eine verschworene Gemeinschaft gebildet, so dass alle nur zögerlich Abschied nehmen.
Der Film endet dann, wie er begann: Mit einem Bild des Ehepaars im Bett, er schlafend, sie grübelnd.

## Hintergrund
Jennifer Jason Leigh und Alan Cumming haben im Film nicht nur die Hauptrollen übernommen, sie haben den Film auch gemeinsam geschrieben, produziert und umgesetzt. Die Schauspieler des Films kommen nahezu alle aus dem Bekannten- und Freundeskreis der beiden. Einige der Rollen sind den Schauspielern geradezu auf den Leib geschrieben worden, wie z. B. die Rolle der Fotografin für Jennifer Beals, die auch privat gerne fotografiert und, wie im Film, Fotos verschenkt. Phoebe Cates und Kevin Kline sind auch im realen Leben verheiratet, die zwei Kinder der beiden im Film sind ihre eigenen Kinder. Der Hund im Film ist tatsächlich Jason Leighs Hund, der Yogalehrer am Anfang des Films ist tatsächlich der Yogalehrer von Cumming und Jason Leigh. Das Haus, in dem gefilmt wurde, gehört Sofia Coppola.

## Kamera
Beziehungen und andere Katastrophen wurde mit Digitalkameras gefilmt. Ein Vergleich mit Das Fest von Thomas Vinterberg liegt daher nicht allzu fern, in dem es ebenfalls um eine Party geht, die nicht so läuft wie geplant. Die Nutzung der Kamera (anders als bei Dogma-Filmen) geschieht allerdings eher so, als ob sie eine Filmkamera wäre, ruhig mit nicht allzu viel typischer handheld-Bewegung. Zwar fehlt dem Bild letzten Endes die Tiefe und Sättigung von Film, aber die Spontaneität des beengten Geschehens wird erfolgreich vermittelt, und bei einer Drehzeit von nur vier Wochen wäre es schwierig gewesen, mit Filmkameras zu arbeiten, die aufwendigere Vorarbeiten für die Szenen benötigen. Die Bilder des Kameramanns John Bailey sind allerdings nicht nur durch die ruhige Kamerabewegung weit von dem entfernt, was man normalerweise bei digital video erwartet, es gelingt ihm außerdem, eine eher „cremige“ Textur zu erhalten, anstelle der gewohnten „körnigen Ungenauigkeit“ von Digitalaufnahmen.

## Kritiken
In den Meinungen zum Film wird einerseits gelobt, wie die Regieneulinge Leigh und Cummings es schaffen, eine ganze Reihe hochkarätiger Schauspieler glänzen zu lassen in kleineren und größeren professionellen und emotionalen Verstrickungen. Kritik gab es teilweise für den letzten Teil des Films, in dem sich Ereignisse häufen und die Emotionen vielleicht etwas zu plakativ hochkochen:

„Exposing the misery and instability lurking beneath the shimmering surface of Hollywood is virtually as old a ploy as the movies. However, Cumming and Leigh, who also co-wrote and co-directed, bring to their stylish, incisive and compassionate film an immediacy and a bracing snap.“

„The film has an enjoyable voyeuristic quality derived from being able to witness many of these celebrated actors play what seems to be themselves. Of course, they are not playing themselves, but, considering that the parts were written with each actor in mind and that the directors allow every member of the ensemble to bring their characters to life, this movie feels a lot like a privileged peek into Hollywood's private lives.“

„By all rights, the final result should be a self-indulgent mess – and, in truth, the final third of the film comes close. But until Leigh and Cumming let their actorly urge for high drama blunt their flair for bracing wit and subtle feeling, they turn what could have been an acting stunt into an intimate and compelling study of bruised emotions.“

## Auszeichnungen
Jennifer Jason Leigh und Alan Cumming wurden im Jahr 2002 in den Kategorien Bestes Regiedebüt und Bestes Drehbuchdebüt für den Independent Spirit Award nominiert. John C. Reilly erhielt für seine Darstellung die dritte Nominierung für den Independent Spirit Award.